# Pseudolynchia canariensis
Pseudolynchia canariensis, là một chi ruồi hút máu thuộc họ ruồi rận Hippoboscidae.

## Hình ảnh

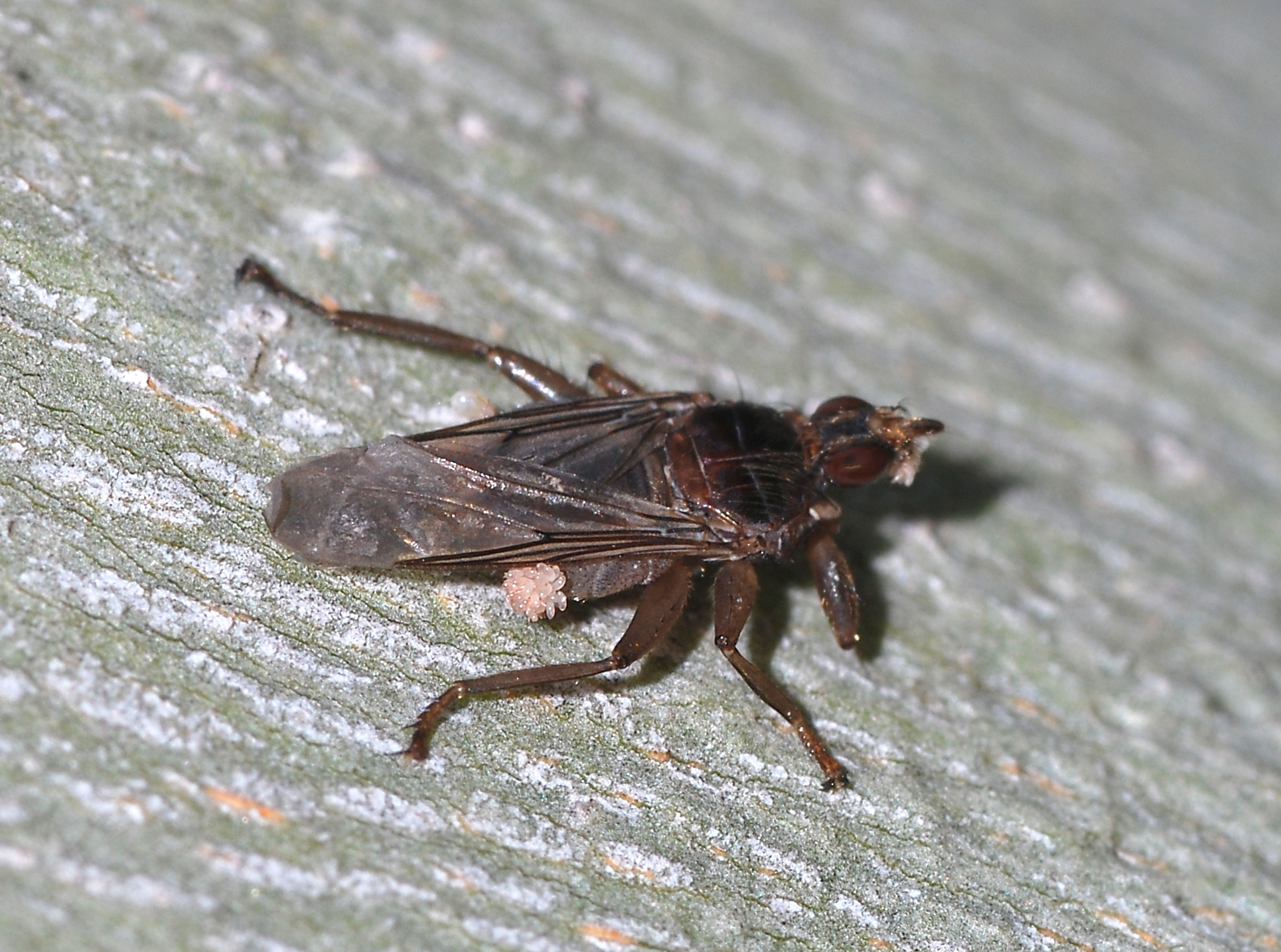
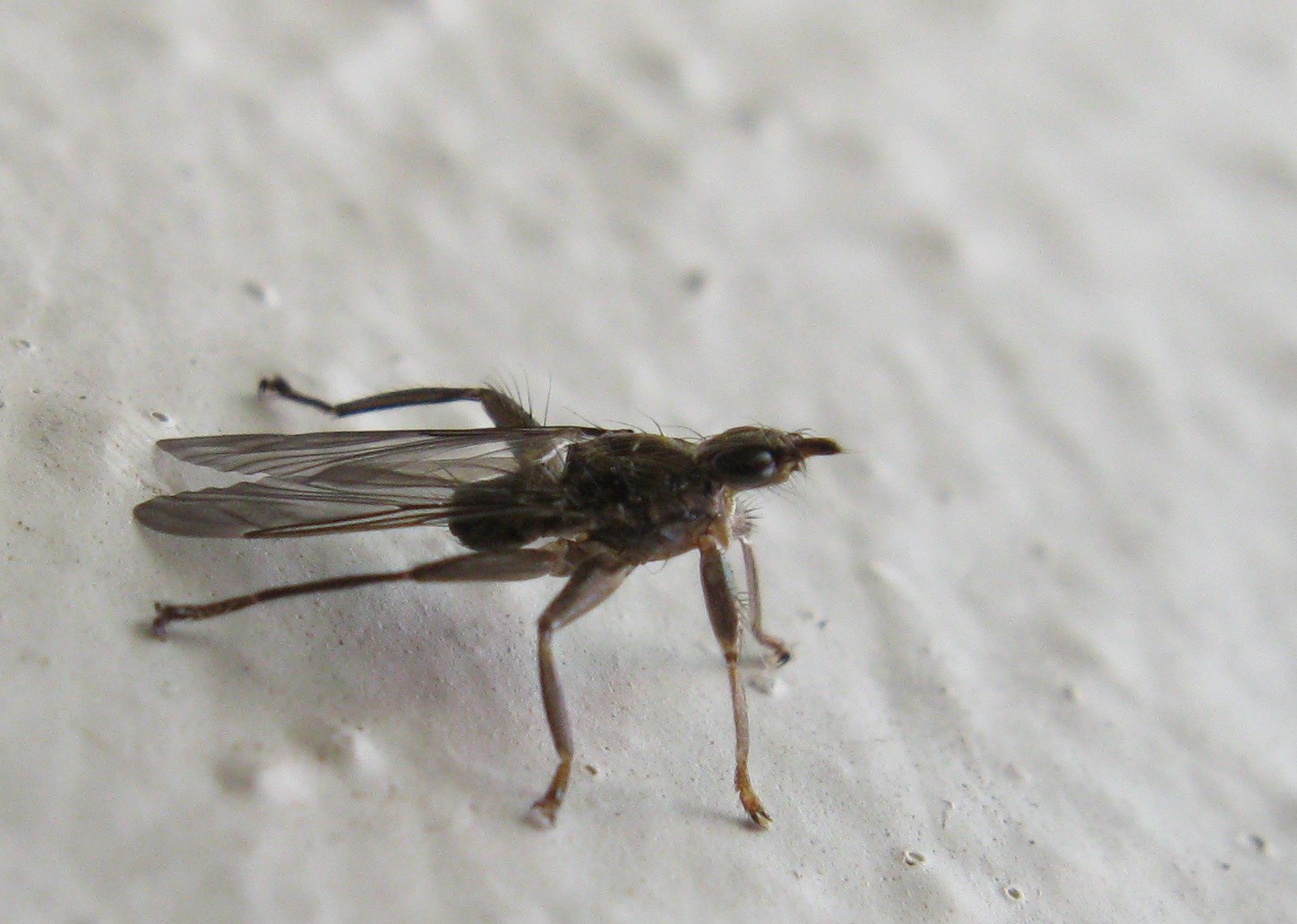
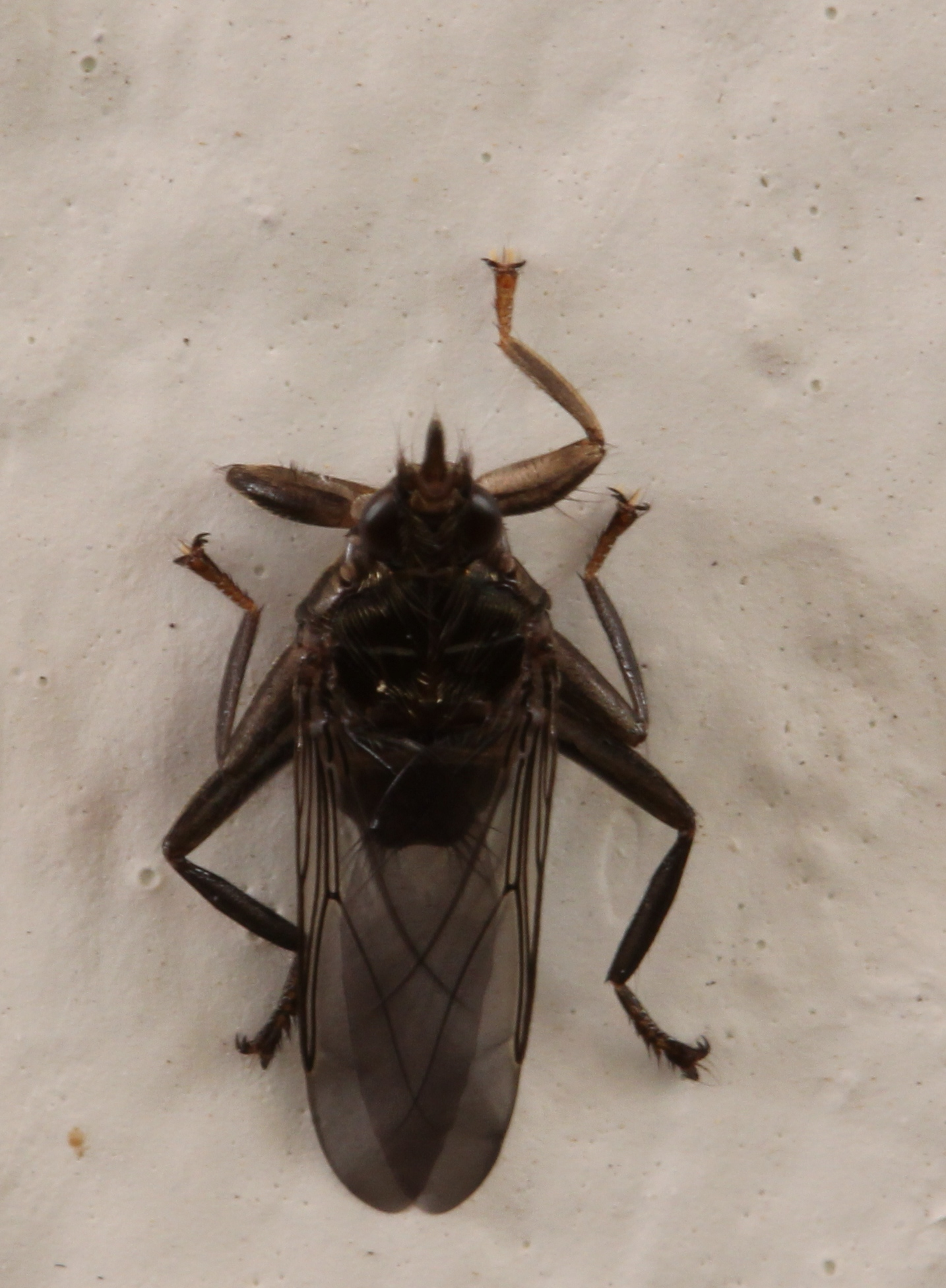
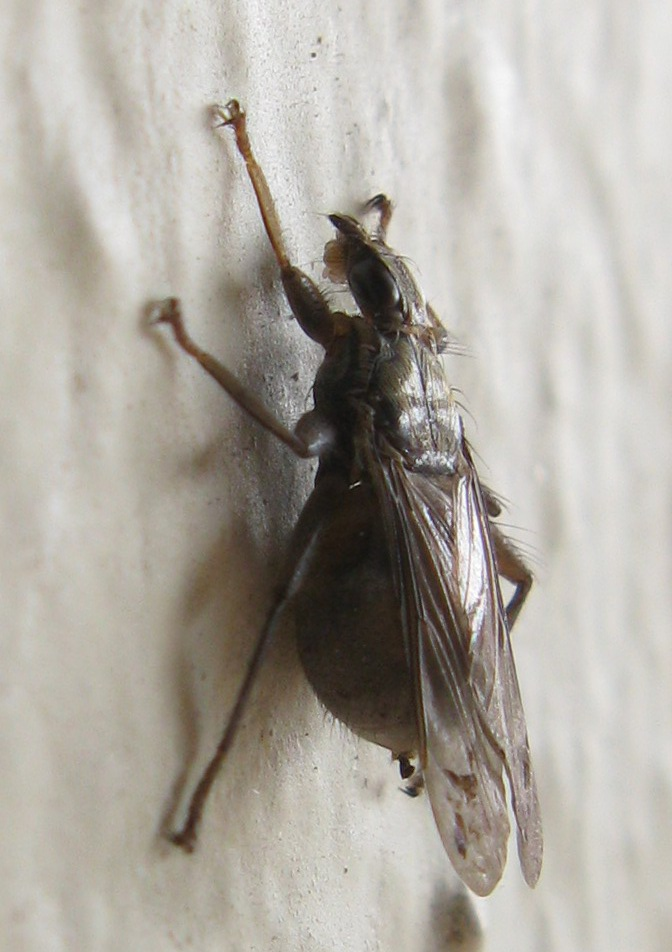